# Colossus (računalo)
Colossus je ime nekoliko britanskih strojeva koji su se rabili za razbijanje njemačke šifre Lorenz SZ 40/42 tijekom Drugog svjetskog rata. To su bila djelomično programabilna digitalna elektronička računala, a osnovna im je građevna jedinica bila elektronska cijev. Unos podataka je bio preko bušene papirne vrpce. Glavni je arhitekt Colossusa bio Tommy Flowers koji je radio u britanskoj pošti pri službi razvoja. Postojanje ovih računala je bilo tajno sve do 1970-ih.